# 布里奇特·沙米姆·班吉
布里奇特·沙米姆·班吉（Bridget Shamim Bangi，1993年7月6日—），烏干達女子羽毛球運動員。

## 簡歷
布里奇特·沙米姆·班吉自13歲開始接觸羽毛球運動，在高中期間已刷新了不少國內羽毛球比賽的最年輕得獎記錄。其後，她同時兼顧學業及運動事業，並在21歲時於Ndejje University取得保險及銀行學位。
2014年10月，布里奇特·沙米姆·班吉出戰尼日利亞國際賽，與埃及選手哈迪亚·胡斯尼合作赢得女子雙打冠軍。

## 主要比賽成績
只列出曾進入準決賽的國際賽事成績：
| 年份   | 賽事                   | 公開賽級別 | 項目     | 搭檔                | 成績   |
| ------ | ---------------------- | ---------- | -------- | ------------------- | ------ |
| 2009年 | 烏干達羽毛球國際賽     | 國際系列賽 | 女子單打 | －                  | 準決賽 |
| 2009年 | 烏干達羽毛球國際賽     | 國際系列賽 | 女子雙打 | 瑪格麗特·南卡比瓦   | 冠軍   |
| 2012年 | 非洲羽毛球錦標賽       | 其他       | 女子雙打 | 瑪格麗特·南卡比瓦   | 季軍   |
| 2014年 | 拉各斯羽毛球國際挑戰賽 | 國際挑戰賽 | 女子單打 | －                  | 準決賽 |
| 2014年 | 尼日利亞羽毛球國際賽   | 國際系列賽 | 女子單打 | －                  | 準決賽 |
| 2014年 | 尼日利亞羽毛球國際賽   | 國際系列賽 | 女子雙打 | 哈迪亚·胡斯尼       | 冠軍   |
| 2014年 | 博茨瓦納羽毛球國際賽   | 國際系列賽 | 女子單打 | －                  | 準決賽 |
| 2014年 | 博茨瓦納羽毛球國際賽   | 國際系列賽 | 女子雙打 | 奥加尔·西埃姆潘杰拉 | 亞軍   |
| 2014年 | 博茨瓦納羽毛球國際賽   | 國際系列賽 | 混合雙打 | 马捷·林尼坎         | 亞軍   |
| 2016年 | 羅斯希爾羽毛球國際賽   | 未來系列賽 | 女子單打 | －                  | 冠軍   |
| 2016年 | 非洲羽毛球團體錦標賽   | 其他       | 女子團體 | －                  | 季軍   |
| 2017年 | 烏干達羽毛球國際賽     | 國際系列賽 | 女子單打 | －                  | 冠軍   |
| 2017年 | 拉各斯羽毛球國際挑戰賽 | 國際挑戰賽 | 女子雙打 | 艾莎·纳基延巴       | 準決賽 |
| 2017年 | 贊比亞羽毛球國際賽     | 國際系列賽 | 女子雙打 | 艾莎·纳基延巴       | 亞軍   |
| 2018年 | 烏干達羽毛球國際賽     | 國際系列賽 | 女子單打 | －                  | 準決賽 |
| 2018年 | 烏干達羽毛球國際賽     | 國際系列賽 | 女子雙打 | 艾莎·纳基延巴       | 準決賽 |

| 2007-2017年 | 首要超級賽 | 超級賽 | 黃金大獎賽 | 大獎賽 | 國際挑戰賽 | 國際系列賽 | 未來系列賽 | 其他 |

| 2018-2026年 | 總決賽 | 超級1000賽 | 超級750賽 | 超級500賽 | 超級300賽 | 超級100賽 | 國際挑戰賽 | 國際系列賽 | 未來系列賽 | 其他 |